# 二重結合
二重結合（にじゅうけつごう、英: double bond）は、通常2つの代わりに4つの結合電子が関与する、2元素間の化学結合である。最も一般的な二重結合は、2炭素原子間のものでアルケンで見られる。2つの異なる元素間の二重結合には多くの種類が存在する。例えばカルボニル基は炭素原子と酸素原子間の二重結合を含む。その他の一般的な二重結合は、アゾ化合物 (N=N)やイミン (C=N)、スルホキシド (S=O) で見られる。構造式では、二重結合は2本の平行線 (=) として描かれる。
二重結合は単結合よりも強く、短い。結合次数は2である。二重結合はまた、電子豊富であり反応しやすい。
|                              |          |                      |
| エチレン                     | アセトン | ジメチルスルホキシド |
| 二重結合を含む一般的な化合物 |          |                      |

## 結合
結合の種類は軌道混成によって説明することができる。エチレンでは、それぞれの炭素原子は3つのsp2軌道と1つのp軌道を有している。3つのsp2軌道は平面上にそれぞれ120°の角度で位置している。p軌道はこの平面に対して垂直に位置している。炭素結合がそれぞれ接近した時、2つのsp2軌道が重なり合いσ結合を形成する。同時に、2つのp軌道が（これも同一平面上で）接近しπ結合を形成する。重なりが最大となるためには、π軌道は平行状態をとらなければならないため、中央の結合を軸に分子は回転することは不可能である。この性質によりシス-トランス異性体が生まれる。二重結合は、π結合の重なり合いが最大化されるため、単結合よりも短い。
|                                               |  |                                                                |
| 2つのsp2軌道が接近しsp2-sp2 σ結合を形成する。 |  | 2つのp軌道が重なり合い、σ平面と平行な平面上にπ結合を形成する。 |

タウ結合によるエチレンの二重結合形成

二重結合のC-C結合距離 (133 pm) は、エタンのC-C結合距離 (154 pm) よりも短い。また結合も単結合 (386 kJ/mol) よりも強い (636 kJ/mol)。結合エネルギーが2倍よりも小さいのはp軌道の重なりが効果的でなくπ結合がσ結合よりも弱いためである。
ほかに取り得る描き方では、二重結合は2つの重なり合うsp3軌道により曲がった結合に起因する。

## 原子間二重結合の種類
|   | C        | O            | N              | S                                                |
| - | -------- | ------------ | -------------- | ------------------------------------------------ |
| C | アルケン | カルボニル基 | イミン         | チオケトン、チアール                             |
| O |          | 二酸素       | ニトロソ化合物 | スルホキシド、スルホン、スルフィン酸、スルホン酸 |
| N |          |              | アゾ化合物     |                                                  |
| S |          |              |                | 二硫黄                                           |

## バリエーション
二重結合と単結合が交互に並んだ構造を有する分子では、p軌道の重なり合いが鎖状の複数の原子に渡って存在することができ、共役系を形作る。共役は、ジエンやエノンといった系で見ることができる。環状分子では、共役によって芳香族性が生じることがある。クムレンでは、2つの二重結合が隣接している。
二重結合は、第2周期元素である炭素、窒素、酸素で一般的であり、高周期元素ではあまり一般的ではない（二重結合則を参照）。金属も金属-配位子多重結合において多重結合を形成することができる。